# Hôtel de ville de Gdańsk
L'Hôtel de ville de Gdansk est une ratusz (mairie) historique, située dans la ville de Gdańsk, dans l'arrondissement de Śródmieście. Il est l'un des plus beaux exemples de bâtiment de style gothique en brique et Renaissance de la ville, construit à l'intersection de la rue Longue et du Long Marché, dans la partie la plus touristique et centrale de Gdansk. L'Hôtel de ville de Gdansk abrite le Musée d'Histoire de la ville de Gdańsk.

## Emplacement
Le principal hôtel de ville de Gdańsk est situé sur la rue Longue, une partie de la route royale. Le bâtiment est le deuxième plus haut bâtiment de la ville principale, après l'église Sainte-Marie, et le bâtiment se trouve dans la plus noble partie de la Śródmieście. L'accès à l'édifice en voiture est difficile, car la Longue Voie qui entoure le bâtiment est piétonne toute l'année. Les transports publics ne viennent pas jusqu'au bâtiment. Le plus proche arrêt de tramway est situé à Podwale Przedmiejskie.

## Histoire
Les plus anciens fragments de l'hôtel de ville datent de 1327 à 1336 - le bâtiment était alors beaucoup plus petit, ce qui a conduit à son agrandissement dans les années suivantes. Au XIVe siècle, la principale ville de Gdańsk a été reconstruite, et en 1346 remplacée. En 1357, à l'emplacement de l'actuel hôtel de ville, se trouvait un hôtel de ville temporaire.
La première extension majeure de la construction a débuté en 1378, après que la loi de Kulm ait été donnée à la ville. L'agrandissement a été dirigé par Henryk Ungerdin, et la reconstruction a été achevée en 1382. Entre 1454 et 1457, en rapport avec l'arrivée du roi Casimir IV Jagellon, l'hôtel de ville a été encore agrandi. La tour de l'hôtel de ville a été terminée dans les années 1486-1488. La tour a été achevée par Michał Enkinger, avec une grande coupole en 1492, qui avait brûlé en 1494. En 1504, l'hôtel de ville a été visité par le roi Alexandre Ier Jagellon.
Après un incendie en 1556, l'hôtel de ville a été reconstruit et agrandi avec des influences Renaissance par des architectes et bâtisseurs flamands et néerlandais, tels que Wilhem van den Meer, Dirk Daniels, et Anthony van Obberghen.